# Paweł Kozendra
Paweł Kozendra (ur. 20 stycznia 1976) – polski hokeista grający na pozycji obrońcy. Przez całą karierę związany z krakowską Cracovią.

## Kariera klubowa
- Cracovia (1995–2008, 2009–)

## Sukcesy
- Mistrzostwo Polski 2006 z Cracovią